# هاجر بنت أبي الطاعة
هاجر بنت أبي الطاعة اسمها هاجر بنت محمد بن محمد بن أبي بكر بن أبي الطاعة، وكنيتها أم الفضل. محدّثة فاضلة من أعلام القرن التاسع الهجري، ولدت في ربيع الأول سنة 790 هـ، من رواة الحديث، ووالدها الملقب شرف الدين كان محدثا، اهتم بتعليمها فأحضرها مجالس العلم والحديث وأسمعها على الكثيرمن عوالي الأجزاء والمشيخات والأربعينيّات، والفوائد والكتب. تعد من المكثرين في الرواية والسماع. توفيت في السادس من المحرم سنة أربع وسبعين وثمانمائة هجرية.

## مولدها
ولدت في ربيع الأول سنة تسعين وسبعمائة هجرية، بعد وفاة أخت لها كانت تسمى باسمها ولذا ميزت هذه بالاسم الثاني عزيزة.

## اسمها ونسبها وكنيتها ولقبها
اسمها: هاجر وتسمى أيضا عزيزة -تمييزا لها عن أخت لها كانت تسمى باسمها- حيث كان لها أخت تسمى باسمها فلما ماتت أختها أطلق عليها هذا الاسم، وكان اسمها أيضا عزيزة لكنه أصبح مهجورا بعدما اشتهرت باسمها: هاجر. وأبوها: محمد بن محمد بن أبي بكر بن عبد العزيز بن محمد بن إبراهيم بن علي بن أبي الطاعة. ولقب والدها: شرف الدين وكنيته أبو الفضل، القدسي الأصل، القاهري الشافعي الماضي. وكنيتها: أم الفضل.

## مشائخها
من شيوخها بالسماع أو الحضور التنوخي والآمدي والأنباسي والشهاب بن الكشك وابن المنفر والسويداوي وولي الدين العراقي وأبوه زين الدين العراقي وابن بنين والمجد اسمعيل الحنفي وزين الدين المراغي والشرف أبو بكر ابن جماعة والزين أبو بكر النشائي وسارة ابنة السبكي وستيتة ابنة ابن غالي وابن الشيخة وابن الفصيح والحلاوي والجمال ابن مغلطاوي والصردي والهيثمي وابن أبي المجد والبلقيني وابن الملقن والكومي وفاطمة ابنة عمر المدنية والصدر المناوي والشمس الأذرعي وأبو علي المطرز والشمس الكفر بطناوي ومحمد بن حيان بن أبي حيان وابن الميلق وعزيز الدين المليجي والشمس إمام الصرغتمشية ووالدها والشرف بن الكويك والصلاح الزفتاوي والغماري والتاج المليجي ومريم الأذرعية وناصر الدين الكناني.
ومن مشائخها بالإجازة ابن صديق وجلال الخجندي وابن رزين والبهاء عبد الله الدماميني والعلاء بن السبع والشمس العسقلاني والتقي بن حاتم والعز بن الكويك والبدر بن أبي البقاء والغياث العاقولي والصلاح البلبيسي وابن يس الجزولي اللغوي ونافع الفيشي وخلق من أماكن شتى، وقد يكون لها سماع أو حضور من بعضهم.

## الوفاة
توفيت في السادس من المحرم سنة أربع وسبعين وثمانمائة هجرية (874 هـ)، بالبيمارستان المنصوري.